# Rhamphomyia cymbella
Rhamphomyia cymbella är en tvåvingeart som beskrevs av Frey 1950. Rhamphomyia cymbella ingår i släktet Rhamphomyia och familjen dansflugor. Inga underarter finns listade i Catalogue of Life.